# Меленки (Городецкий район)
Меленки — деревня в Городецком районе Нижегородской области. Входит в состав Николо-Погостинского сельсовета.

## География
Деревня располагается в 20 км от Городца и 38 км. от Нижнего Новгорода. Деревня разделена оврагом на две части. В прошлом, на одной стороне оврага находилась деревня Волкопелиха, но затем их объединили в одну административную единицу — Меленки.

## Название
По преданию, название деревни происходит от ветряных мельниц, располагавшихся около деревни.

## Население
| 2002 | 2010 |
| ---- | ---- |
| 6    | ↘5   |

## Достопримечательности
- «Анти-музей славянской культуры, старинных игр и забав»[3].